# Egypte op de Olympische Zomerspelen 1976
Egypte nam deel aan de Olympische Zomerspelen 1976 in Montréal, Canada. Het was een van de landen die zich terugtrok van de Spelen vanwege de Afrikaanse kwestie; een protest tegen de deelname van Nieuw-Zeeland omdat dat land nog steeds contacten onderhield met Zuid-Afrika. Voordat Egypte zich terugtrok waren tussen 18 en 20 juni al enkele Egyptenaren in actie gekomen.

## Deelnemers en resultaten

### Basketbal
| Olympiër | Discipline | Resultaat | Prestatie                                    |
| --- | ---------- | --------- | -------------------------------------------- |
| Sayed Aboul Dahab Mohamed Essam Khaled Mohamed Khaled El Said Fathi Mohamed Kamel Hamdi El Seoudi Mohamed Hanafi El Gohari Ahmed El Saharti Ismail Mohamed Aly Selim Medhat Mohsen Warda Osman Hassan Farid Mohamed Hamdi Osman Awad Abdel Nabi | mannen     | 12e       | groep B: 6de V van Tsjecho-Slowakije: 64-103 |

| Groep A |                   |             |             |             |            |            |            |        |
| #       | Land              | Wedstrijden | Wedstrijden | Wedstrijden | Doelpunten | Doelpunten | Doelpunten | Punten |
| #       | Land              | G           | W           | V           | V          | T          | Saldo      | Punten |
| 1       | Verenigde Staten  | 5           | 5           | 0           | 394        | 349        | +45        | 10     |
| 2       | Joegoslavië       | 5           | 4           | 1           | 364        | 343        | +21        | 9      |
| 3       | Italië            | 5           | 3           | 2           | 347        | 344        | +3         | 8      |
| 4       | Tsjecho-Slowakije | 5           | 2           | 3           | 418        | 406        | +12        | 7      |
| 5       | Puerto Rico       | 5           | 1           | 4           | 321        | 363        | −42        | 6      |
| 6       | Egypte            | 5           | 0           | 5           | 64         | 103        | −39        | 5      |

| Ronde      | Datum    | Plaats | Land   | Score             | Land |
| ---------- | -------- | ------ | ------ | ----------------- | ---- |
| Groepsfase |          |        |        |                   |      |
| 18 juli    | Montréal | Egypte | 64-103 | Tsjecho-Slowakije |      |

### Boksen
| Olympiër                 | Discipline | Resultaat | Prestatie                                                                                         |
| ------------------------ | ---------- | --------- | ------------------------------------------------------------------------------------------------- |
| Said Mohamed Abdelwahab  | -48kg (m)  | 9e        | 1ste ronde: W van FRA Leroy: scheidsrechterlijke beslissing 2de ronde: V van ARG Patri: walk-over |
| Said Ahmed Elashry       | -51kg (m)  | 16e       | 1ste ronde: W van HUN Orban: 5-0 2de ronde: V van VEN Perez: walk-over                            |
| Abdelnabi Elsayed Mahran | -54kg (m)  | 25e       | 1ste ronde: V van ITA Onori: 0-5                                                                  |

### Gewichtheffen
| Olympiër      | Discipline | Resultaat | Prestatie                                                       |
| ------------- | ---------- | --------- | --------------------------------------------------------------- |
| Mustafa Aly   | -52kg (m)  | DNF       | trekken: 15de met 90kg stoten: geen geldige poging              |
| Ahmed Mashall | -56kg (m)  | 14e       | trekken: 19de met 90kg stoten: 14de met 127,5kg totaal: 217,5kg |

### Volleybal
| Olympiër | Discipline | Resultaat | Prestatie       |
| --- | ---------- | --------- | --------------- |
| Fouad Salam Alam Gaber Mooti Abou Zeid Hamid Mohamed Azim Ibrahim Fakhr El-Din Samir Loutfi El-Sayed Attia El-Sayed Aly Aysir Mohamed El-Zalabani Mahmoud Mohamed Farag Ihab Ibrahim Hussein Azmi Mohamed Megahed Metwali Mohamed Mohamed Saleh El-Shikshaki | zaal (m)   | opgave    | groep B: opgave |

Amerikaanse Maagdeneilanden · Andorra · Antigua en Barbuda · Argentinië · Australië · Bahama's · Barbados · België · Belize · Bermuda · Bolivia · Bondsrepubliek Duitsland · Brazilië · Bulgarije · Canada · Chili · Colombia · Costa Rica · Cuba · Denemarken · Dominicaanse Republiek · Duitse Democratische Republiek · Ecuador · Egypte · Fiji · Filipijnen · Finland · Frankrijk · Griekenland · Groot-Brittannië · Guatemala · Haïti · Honduras · Hongarije · Hongkong · Ierland · IJsland · India · Indonesië · Iran · Israël · Italië · Ivoorkust · Jamaica · Japan · Joegoslavië · Kaaimaneilanden · Kameroen · Koeweit · Libanon · Liechtenstein · Luxemburg · Maleisië · Marokko · Mexico · Monaco · Mongolië · Nederland · Nederlandse Antillen · Nepal · Nicaragua · Nieuw-Zeeland · Noord-Korea · Noorwegen · Oostenrijk · Pakistan · Panama · Papoea-Nieuw-Guinea · Paraguay · Peru · Polen · Portugal · Puerto Rico · Roemenië · San Marino · Saoedi-Arabië · Senegal · Singapore · Sovjet-Unie · Spanje · Suriname · Thailand · Trinidad en Tobago · Tsjecho-Slowakije · Tunesië · Turkije · Uruguay · Venezuela · Verenigde Staten · Zuid-Korea · Zweden · Zwitserland